# Typhloseiopsis pritchardi
Typhloseiopsis pritchardi är en spindeldjursart som först beskrevs av Chant och Baker 1965.  Typhloseiopsis pritchardi ingår i släktet Typhloseiopsis och familjen Phytoseiidae. Inga underarter finns listade i Catalogue of Life.